# Голубев, Аркадий Михайлович
Аркадий Михайлович Голубев (20 апреля 1940, Саратов, СССР) — советский и российский медик, доктор медицинских наук, ректор Дагестанской государственной медицинской академии (1984—1998).

## Биография
Аркадий Голубев родился 20 апреля 1940 года в Саратове, в семье студента-медика. С 1947 по 1954 год обучался в семилетней школе села Большой Могой Володарского района Астраханской области, а с 1954 по 1957 года обучался в райцентре Володарский, где окончил среднюю школу. В 1957 году поступил на лечебном факультете Астраханского государственного медицинского института, который окончил в 1963 году. С 1963 по 1966 год был аспирант кафедры патологической анатомии АГМИ, а с 1966 по 1974 год — ассистент данной кафедры. В 1967 году защитил кандидатскую диссертацию на тему: «Материалы по вопросу о морфологических и гистохимических изменениях в миокарде при мертворождаемости и смерти новорожденных детей». В 1974 г. — докторскую диссертацию: «Гистохимия коронарогенных некрозов и токсических повреждений миокарда». В том же 1974 году Голубев назначается на должность проректора по учебной работе, а также избран на должность профессора кафедры патологической анатомии. В 1977 году назначен на должность проректора по научной работе АГМИ, в которой проработал до 1984 года. В начале 1980-х годов он проводил исследование нового класса кровозаменителей, обладающих функцией транспорта кислорода. С 1980 по 1984 годы заведовал кафедрой патологической анатомии. В 1984 году перебрался в Махачкалу, где работал ректором Дагестанского государственного медицинского института вплоть до 1998 года. С марта 1998 года по июнь 2000 год работал заведующим отделом работы с регионами Министерства здравоохранения Российской Федерации, в последующем стал заместителем руководителя департамента по организации медицинской помощи населению Минздрава России. С июля 2000 года и по февраль 2007 год — заведующего экспериментальным отделом и лаборатории патологии клетки при критических состояниях научно-исследовательского института общей реаниматологии Российской академии медицинских наук. В 2005 году он был избран на должность профессора кафедры судебной медицины Российского университета дружбы народов. С марта 2007 года — заместитель директора по научной работе. Аркадий Голубев является автором более 300 научных работ и 9 изобретений.

## Трудовая карьера
- 1963—1966 — аспирант кафедры патологической анатомии АГМИ.
- 1966—1974 — ассистент кафедры патологической анатомии АГМИ.
- 1977—1984 — профессора кафедры патологической анатомии АГМИ.
- 1977—1984 — проректор по научной работе АГМИ.
- 1980—1984 — заведующий кафедрой патологической анатомии АГМИ.
- 1984—1998 — ректор ДГМИ.
- 1995 — н.в. — профессор кафедры судебной медицины Медицинского института РУДН
- 1998—2000 — заведующий отделом работы с регионами Минздрава РФ, заместитель руководителя департамента по организации медицинской помощи населению Минздрава России
- 2000—2007 — заведующий экспериментальным отделом и лаборатории патологии клетки при критических состояниях НИИ общей реаниматологии РАМН.
- 2007 — н.в. — заместитель директора по научной работе.

## Награды и звания
- Значок «Отличнику здравоохранения» (СССР) (1978);
- «Заслуженный деятель науки ДАССР» (1995);
- Премия Правительства Российской Федерации в области науки и техники (2010);
- «Лауреат премии Правительства Российской Федерации в области науки и техники» (2010);